# Alt-Tegel (metropolitana di Berlino)
La stazione di Alt-Tegel è una stazione della metropolitana di Berlino, capolinea settentrionale della linea U6.
È posta sotto tutela documentale (Denkmalschutz).

## Storia
La stazione, in origine denominata «Tegel», venne aperta all'esercizio il 31 maggio 1958, come capolinea della nuova tratta da Kurt-Schumacher-Platz dell'allora linea C (oggi U6).
Il 31 maggio 1992 assunse la nuova denominazione di «Alt-Tegel», probabilmente per evitare confusione.

## Strutture e impianti
Fu progettata da Bruno Grimmek.
Poiché si trova al capolinea della linea U6 è dotata di otto uscite.

## Interscambi
- Stazione ferroviaria (Berlin-Tegel)[6]
- Fermata autobus

### Esplicative
1. ↑  La numerazione delle linee metropolitane di Berlino venne introdotta nel 1966.

### Bibliografiche
1. ↑  (DE) U-Bahnhof Alt-Tegel, su stadtentwicklung.berlin.de. URL consultato l'8 maggio 2018 (archiviato dall'url originale il 9 maggio 2018).
2. ↑  Lemke e Poppel (1992), p. 61.
3. 1 2  Lemke e Poppel (1992), p. 159.
4. ↑  Lemke e Poppel (1992), p. 162.
5. ↑  J. Meyer-Kronthaler, Berlins U-Bahnhöfe, be.bra Verlag (1996)
6. ↑  (DE) Mappa delle reti della metropolitana e della S-Bahn di Berlino (PDF), su images.vbb.de (archiviato dall'url originale il 29 giugno 2017).

### Fonti
- (DE) Ulrich Lemke e Uwe Poppel, Berliner U-Bahn, 3ª ed., Düsseldorf, Alba, 1992, ISBN 3-87094-346-7.

### Testi di approfondimento
- (DE) Henriette Heischkel, U-Bahnhöfe der Linien U6 und U9, in Adrian von Buttlar, Kerstin Wittmann-Englert e Gabi Dolff-Bonekämper (a cura di), Baukunst der Nachkriegsmoderne. Architekturführer Berlin 1949–1979, Berlino, Dietrich Reimer Verlag, 2013,  pp. 271-272, ISBN 978-3-496-01486-7.